# Jan Dosker
Joannes Josephus Maria (Jan) Dosker (Roermond, 23 september 1932) is een Nederlands politicus van de KVP en later het CDA.
In februari 1945, aan het einde van de Tweede Wereldoorlog, kwam de frontlinie steeds dichter bij Roermond. Het gezin Dosker: moeder en vijf kinderen (zonder zijn vader, die vanaf oktober 1940 geïnterneerd was in opeenvolgend Buchenwald, St. Michielsgestel, Haaren en Vught), moest op last van de bezetter via Duitsland evacueren naar het noorden van Nederland. De trein waarmee ze geëvacueerd werden, een veewagen, werd in Duitsland door Engelse vliegtuigen gebombardeerd. Zijn moeder en beide broers kwamen daarbij om het leven, zijn beide zusjes werden licht tot zwaargewond. Hijzelf bleef ongedeerd.
Na zijn gymnasiale opleiding te Roermond en rechtenstudie aan de Katholieke Universiteit Nijmegen werd Jan Dosker in 1961 kabinetschef van de burgemeester van Breda. In 1966 werd hij burgemeester van de toenmalige Noord-Brabantse gemeente Heesch, thans Bernheze.  Van 1977 tot 1997 was hij burgemeester van Dongen en vanaf 1994 tot 1997 tevens waarnemend burgemeester van Moergestel. Van 1999 tot 2006 was hij achtereenvolgens waarnemend burgemeester van Geertruidenberg, Maasdonk en Oirschot.